# Mníšek nad Popradom
Mníšek nad Popradom es un municipio del distrito de Stará Ľubovňa en la región de Prešov, Eslovaquia, con una población estimada a final del año 2024 de {592 habitantes}}.
Se encuentra ubicado al noroeste de la región, cerca del río Poprad (cuenca hidrográfica del río Vístula) y de la frontera con  Polonia.

## Demografía
| Año        | 1994 | 2004    | 2014    | 2024    |
| ---------- | ---- | ------- | ------- | ------- |
| Población  | 664  | 682     | 647     | 592     |
| Diferencia |      | +2,71 % | −5,13 % | −8,50 % |

| Año        | 2023 | 2024    |
| ---------- | ---- | ------- |
| Población  | 596  | 592     |
| Diferencia |      | −0,67 % |